# ドロテア・ダグラス・チェンバース
ドロテア・ダグラス・チェンバース（Dorothea Douglass Chambers, 1878年9月3日 - 1960年1月7日）は、イングランド・イーリング出身の女子テニス選手。20世紀の初頭に活躍し、ウィンブルドン選手権の女子シングルスに「7勝」（女子歴代3位タイ）を挙げた選手である。フルネームは Dorothea Katherine Douglass Lambert Chambers （ドロテア・キャスリーン・ダグラス・ランバート・チェンバース）という。元の名前は「ドロテア・キャスリーン・ダグラス」（Dorothea Katherine Douglass）といったが、ロバート・ランバート・チェンバース（Robert Lambert Chambers）との結婚により、このフルネームとなった。彼女は「ドリー」（Dolly）という愛称で呼ばれることもあった。（彼女の名前は様々な仕方で表記されるが、本記事では国際テニス殿堂などで最も一般的に用いられている「ドロテア・ダグラス・チェンバース」を見出しとして記載する。）

## 来歴
ドロテア・ダグラスは1903年にウィンブルドン女子シングルスで初優勝を飾り、以後1907年まで5年連続で決勝に進出した。1906年までは「ドロテア・キャスリーン・ダグラス」の名前でウィンブルドン優勝記録表に掲載されているが、その後ロバート・ランバート・チェンバースと結婚し、1907年からは既婚女性の名前で掲載される。その場合も、夫の姓だけを用いて「ドロテア・ランバート・チェンバース」と表記されることも多い。1908年のロンドン五輪で、ドロテア・ダグラス・チェンバースは女子シングルス決勝で同じイギリスのドラ・ブースビー（1881年 - 1970年）を 6-1, 7-5 で破って金メダルを獲得した。その後、チェンバース夫妻には2人の子供が生まれたが、ドロテアは第1子の出産後に1910年と1911年のウィンブルドンを連覇し、第2子の出産後に1913年と1914年のウィンブルドンを連覇した。こうして彼女のウィンブルドン女子シングルス優勝は総計「7勝」となったが、1914年のウィンブルドン選手権終了後に第1次世界大戦が勃発した。世界大戦終結まで、ウィンブルドン選手権も開催中止を余儀なくされた。
第1次世界大戦が1918年11月に終結した後、1919年からウィンブルドン選手権も再開され、すでに40歳の高齢を迎えていたドロテア・ダグラス・チェンバースも大会に戻ってきた。1919年の大会で、彼女は女子シングルス・女子ダブルス・混合ダブルスの3部門すべてに決勝進出を果たしたが、いずれも準優勝に終わった。この年の女子シングルス決勝で、チェンバースはフランスのスザンヌ・ランランと歴史的な激戦を繰り広げる。試合時間は2時間5分に及んだが、40歳のチェンバースは第3セットで2度のマッチ・ポイント（このポイントを取れば試合の勝利が決まる）を逃し、20歳のランランに 8-10, 6-4, 7-9 で敗れた。この試合をきっかけに、女子テニス界でスザンヌ・ランランの時代が幕を開ける。チェンバースはダブルス戦では、女子ダブルス・混合ダブルスともエリザベス・ライアンの組に敗れた。1920年の女子シングルス決勝は2年連続でチェンバースとランランの顔合わせになったが、チェンバースはもはやランランと対等に戦えず、最後の女子シングルス決勝は 3-6, 0-6 の完敗に終わった。最後の舞台となった1920年に記録した「41歳10ヶ月」は、女子シングルス決勝進出者の最年長記録として残っている。
最後のウィンブルドン出場から5年後、チェンバースは47歳の高齢で1925年全米選手権に遠征し、エリナー・ゴスとの準々決勝まで勝ち進んだ。彼女の全米選手権出場は、この1度だけである。
第1次世界大戦をはさんだ長いテニス経歴を通じて、ドロテア・ダグラス・チェンバースはウィンブルドン選手権女子シングルスで「11度」決勝進出（7勝4敗）の記録を残した。同選手権の女子シングルスにおける決勝進出回数の記録は、ブランチ・ビングリー（1863年 - 1946年）の「13度」（6勝7敗）、マルチナ・ナブラチロワの「12度」（9勝3敗、9度優勝は女子歴代1位）に続く歴代3位記録である。女子シングルス通算7勝は、ヘレン・ウィルス・ムーディ（1905年 - 1998年）が8度目の優勝を達成した1938年までウィンブルドンの最多優勝記録であった。ドロテア・ダグラス・チェンバースは1960年1月7日、ロンドン市内のケンジントンで81歳の生涯を閉じた。1981年に国際テニス殿堂入り。
チェンバースの没後、マルチナ・ナブラチロワが1990年に女子シングルス「9勝目」の金字塔を樹立して女子歴代1位となり、8勝のヘレン・ウィルス・ムーディは2位、7勝のチェンバースは3位に後退した。1996年にはシュテフィ・グラフが7度目の優勝を達成し、チェンバースと並ぶ女子歴代3位タイにつけた。1966年から1975年にかけて6度優勝したビリー・ジーン・キング夫人は、チェンバースに1つ及ばなかった。ウィンブルドンの歴史を通じて、この5人の女子選手は大会史上に残る偉人として記録にとどめられている。

## ウィンブルドン選手権の成績
- 女子シングルス優勝：7勝（1903年&1904年・1906年・1910年&1911年・1913年&1914年）
- 女子シングルス準優勝：4度（1905年・1907年/1919年&1920年）

（女子ダブルス準優勝3度：1913年・1919年&1920年/混合ダブルス準優勝1度：1919年）